# Colt M1878
Colt M1878 револьвер подвійної дії, який випускала компанія Colt's Manufacturing Company з 1878 по 1907 року. Зазвичай цей револьвер відомий під назвою «Frontier» або «Double Action Army». У період з 1878 по 1907 роки всього було випущено 51210 одиниць Модель 1878, в тому числі 4600 для Департамента боєприпасів США. Вони відомі під назвами «Philippine» або «Alaskan».

## Історія
Семюел Кольт експериментував з револьверними системами подвійної дії, але вважав їх ненадійними. Після закінчення у 1857 році патента Кольта, інші виробники почали виробництво револьверів подвійної дії, але сама компанія Colt's Manufacturing не випускала власні револьвери подвійної дії до 1877 року.
Револьвер M1878 розробили Вільям Мейсон, директор фабрики Кольта, та Чарльз Брінкергофф Річардс, головний інженер. За конструкцією він був схожий на Colt Model 1877. Модель 1878 мала більшу рамку, а тому інколи його називають револьвер подвійної дії на «великій рамці», тоді як модель 1877 також називають револьвером подвійної дії на «малій рамці». Модель 1878 вважалася більш міцною і надійною, ніж модель 1877.

## Конструкція
Конструкція Моделі 1878 базувалася на Моделі 1877, який, у свою чергу, базувався на ранній конструкції револьвера Colt Single Action Army. Для підключення руху спускового гачка до курка додано розпірка. Верхня частина спускового гачка ковзає за розпірку тому курок залишається у зведеному стані при ручному зведенні.
Модель 1878 мала більшу рамку ніж Модель 1877, що дозволяло стріляти більшими та потужнішими набоями, такими як .45 Colt та .44-40, і мала такий самий ствол та деталі ежектора, що й револьвер Single Action Army і дуже схожий барабан. Деякий час фабрика модифікувала барабани Моделі 1878 для використання у револьверах одинарної дії щоб витратити запасні частини.

## Варіанти
Модель 1878 випускали під набої .45 Colt, .32-20, .38 Colt, .38-40, .41 Colt, .44-40, .455 Webley та .476 Eley. Найбільш популярними були калібри .45 Colt та .44-40.

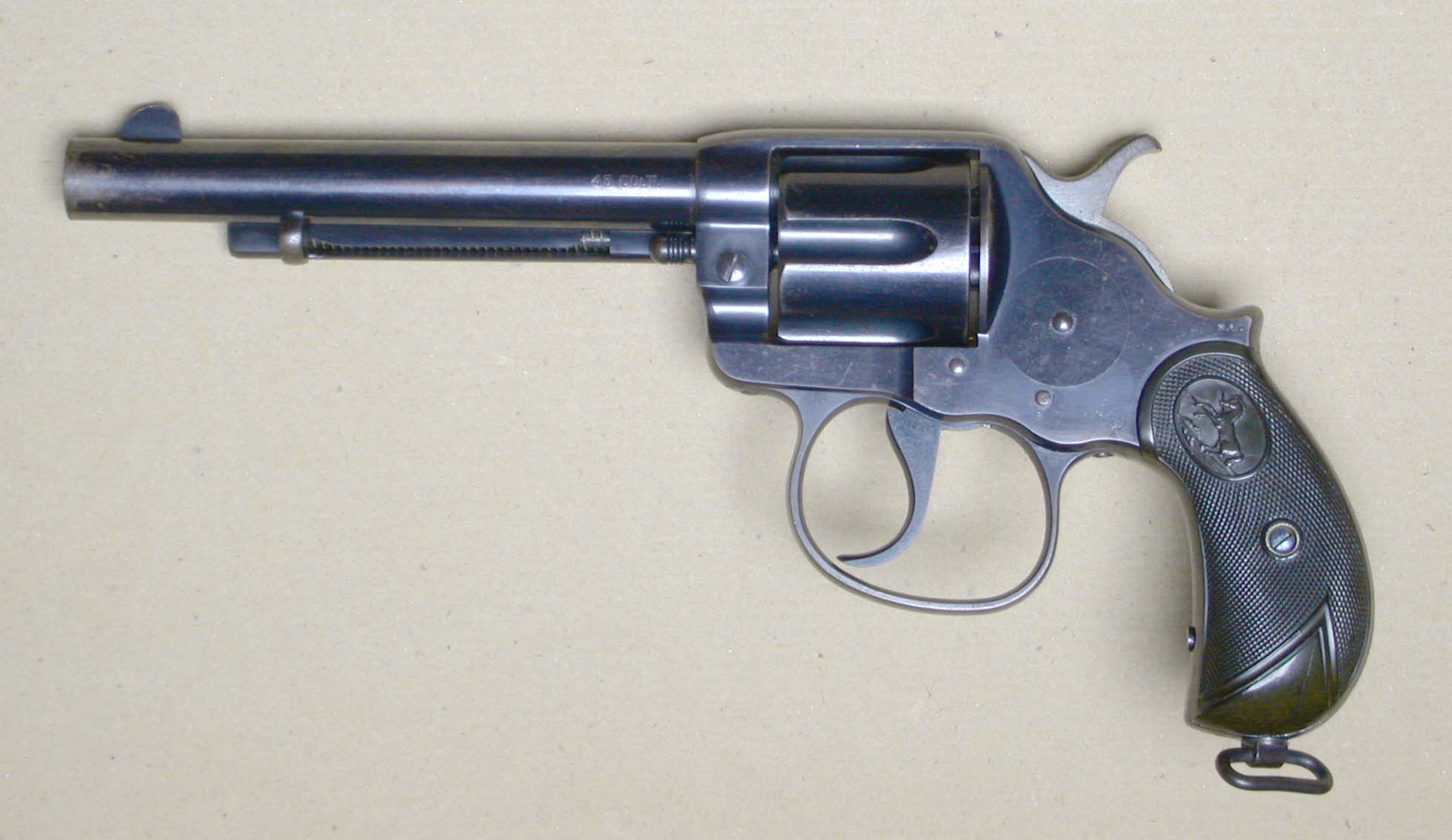
Colt Модель 1902 «Philippine»

Стандартні щічки руків'я були чорними з твердої гуми, але деякі ранні револьвери мали горіхові щічки. Стволи мали довжину 3, 3-1/2, 4, 4-3/4, 5-1/2 та 7-1/2 дюйми. Револьвери з 4-дюймовими та коротшими стволами не мали ежектори.
В 1902 році за контрактом з армією США було випущено 4600 револьверів Модель 1878. Їх повинні були передати філіппінській поліції під командою бригадного генерала Генрі Т. Аллена під час філіппінсько-американської війни. Ці револьвери мали шестидюймові стволи, щічки руків'я з твердої гуми і заряджалися набоями .45 Colt. У них були посилені бойові пружини і довші спускові гачки, щоб дати користувачеві більше важелів впливу, що призвело до збільшення спускової скоби. Посилена бойова пружина була потрібна для стрільби набоями .45 Government, які мали менш чутливі капсулі у порівнянні з цивільними набоями .45 LC. Багато людей помилково вважали, що це було зроблено для можливості стрільби з револьвера у рукавичках, тому назва «Alaskan Model» є некоректною. Неофіційно ці револьвери називають Модель 1902 (M1902).